# Syzygium rechingeri
Syzygium rechingeri är en myrtenväxtart som beskrevs av Elmer Drew Merrill och Lily May Perry. Syzygium rechingeri ingår i släktet Syzygium och familjen myrtenväxter. Inga underarter finns listade i Catalogue of Life.